# Mink Car
Mink Car é o oitavo álbum de estúdio da banda They Might Be Giants, lançado a 11 de Setembro de 2001. 

## Faixas
Todas as faixas por They Might Be Giants.
1. "Bangs" – 3:10
2. "Cyclops Rock" – 2:38 (com Cerys Matthews)
3. "Man, It's So Loud In Here" – 3:59
4. "Mr. Xcitement" – 3:36 (com Mike Doughty)
5. "Another First Kiss" – 3:06
6. "I've Got A Fang" – 2:32
7. "Hovering Sombrero" – 2:13
8. "Yeh Yeh" – 2:40 (a cover)
9. "Hopeless Bleak Despair"– 2:56
10. "Drink!" – 1:49
11. "My Man" – 2:57
12. "Older" – 1:58
13. "Mink Car" – 2:09
14. "Wicked Little Critta" – 2:11
15. "Finished With Lies" – 3:18
16. "(She Thinks She's) Edith Head" – 2:37
17. "Working Undercover For The Man" – 2:28

## Paradas
Álbum
| Parada (2001) | Posição |
| ------------- | ------- |
| Billboard 200 | 134     |